# مارك ماكديرموت
مارك ماكديرموت (بالإنجليزية: Marc McDermott)‏ هو ممثل أسترالي وأمريكي، ولد في 24 يوليو 1881 في غولبرن في أستراليا، وتوفي في 5 يناير 1929 في غلينديل في الولايات المتحدة بسبب تشمع الكبد.

## وصلات خارجية
- مارك ماكديرموت على موقع IMDb (الإنجليزية)
- مارك ماكديرموت على موقع ألو سيني (الفرنسية)
- مارك ماكديرموت على موقع أول موفي (الإنجليزية)
- مارك ماكديرموت على موقع قاعدة بيانات برودواي على الإنترنت (الإنجليزية)
- مارك ماكديرموت على موقع قاعدة بيانات برودواي على الإنترنت (الإنجليزية)
- مارك ماكديرموت على موقع قاعدة بيانات الأفلام السويدية (السويدية)
- مارك ماكديرموت على موقع قاعدة بيانات الفيلم (الإنجليزية)
- مارك ماكديرموت على موقع كينوبويسك (الروسية)